# Cidade Histórica Fortificada de Campeche
A Cidade Histórica Fortificada de Campeche localiza-se a oeste na península de Yucatán, no estado Mexicano de Campeche. Encontra-se classificada como Património Mundial pela Unesco desde 1999.

## História
Fundada em 1540, à época colonial San Francisco de Campeche constituía-se numa praça-forte, visando defender o seu porto dos ataques de piratas, como o de 1663 e o de franceses em 1685.
As suas defesas foram iniciadas pelos engenheiros militares Jaime Franck e sargento Pedro Osório de Cervantes em 1686, tendo os trabalhos se estendido até 1704.
O engenheiro militar francês Louis Bouchard de Becour unificou todas as obras defensivas que envolviam a cidade com uma muralha. Quando foi completada, apresentava planta no formato de um hexágono irregular, com um comprimento total de 2560 metros, e baluartes nos vértices. Encontrava-se guarnecida, à época, por 92 peças de artilharia.
O conjunto preserva grande parte de suas muralhas de alvenaria de terra, exceto as cortinas e portões voltados para o mar, demolidos durante o século XX. Dos oito panos de muralhas, somente cinco foram preservados, inclusive o portão principal, que hoje é o símbolo da cidade.
As muralhas possuem algumas seções de alvenaria de pedra com juntas secas. A coloração vermelho ocre predomina nos frisos das muralhas, dando à cidade um visual característico.
Entre as suas estruturas defensivas, destacam-se:
- o Fuerte de la Soledad, três quarteirões ao norta da Puerta del Mar e encontra-se requalificado como um museu sobre os Maias e história colonial.
- o Fuerte de Santiago, fronteiro ao mar.
- o Fuerte de San Carlos, erguido sobre uma fortificação mais antiga, atualmente é um mercado de artesanato mantido pelo governo, com passagens subterrâneas (hoje bloqueadas) para outros edifícios da cidade. Os seus parapeitos encontram-se guarnecidos com antigos canhões.

Fora dos muros da cidade, a oeste, observa-se ainda o Fuerte de San Miguel, erguido de 1779 a 1782, e ampliado em 1801. Constituiu-se numa grande fortificação abaluartada, em posição dominante sobre uma colina, de frente para o mar.
Quatro outras baterias menores foram erguidas em 1792, para complemento da defesa, ao redor da cidade.

## Galeria

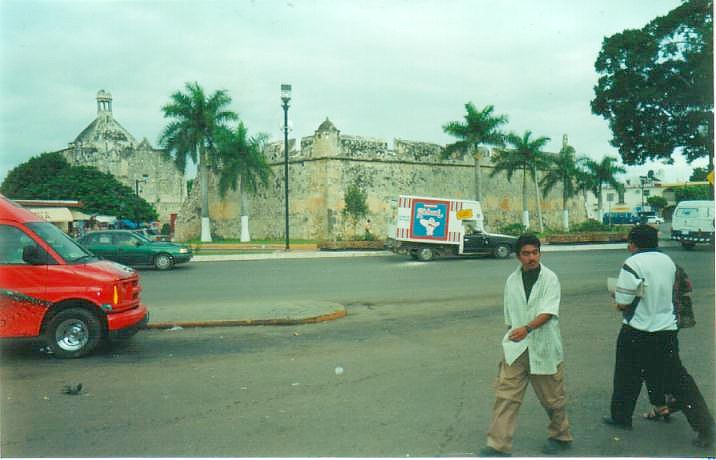
Fortificações da cidade
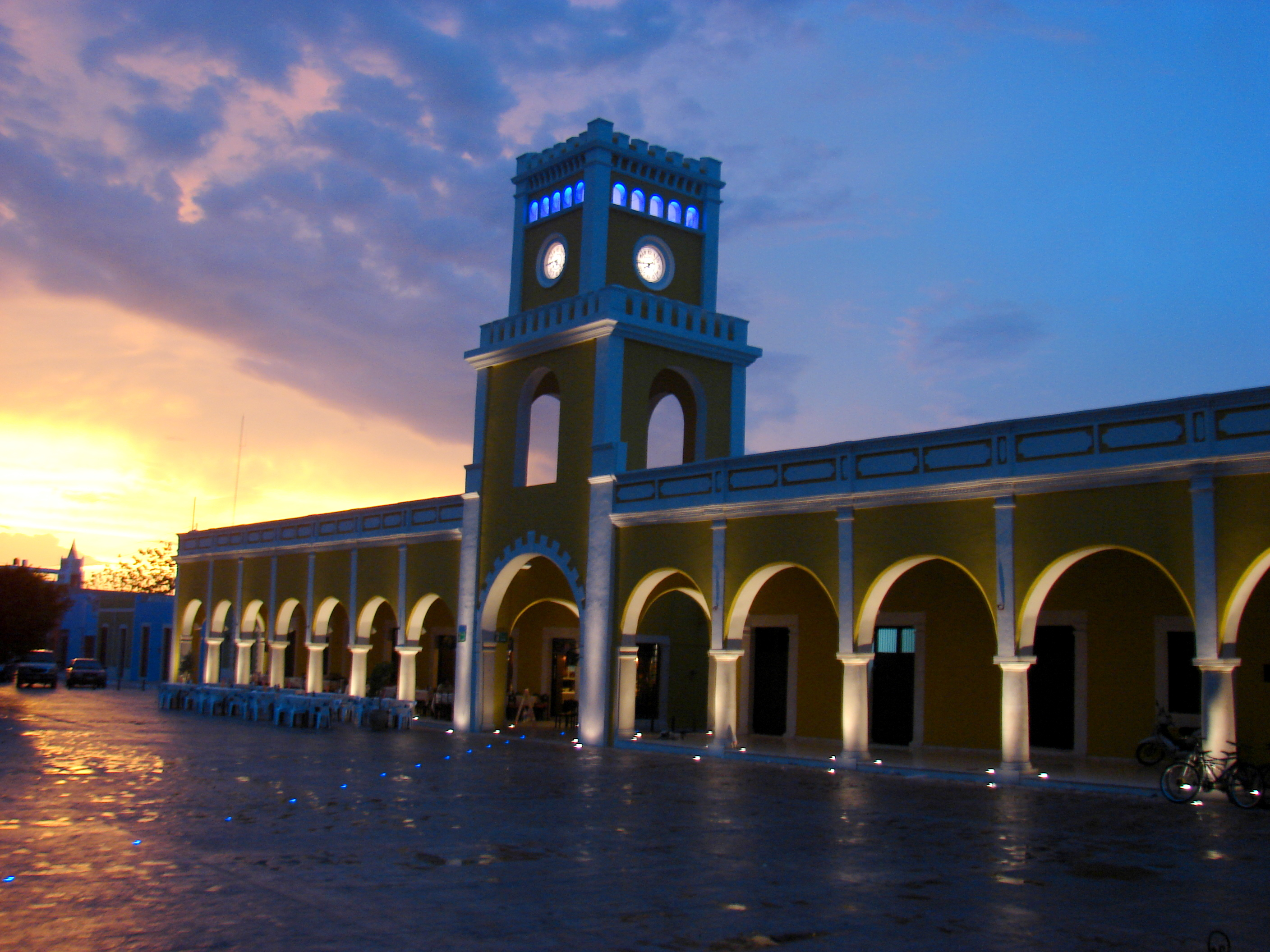
Portas de San Francisco